# Österreichisch Weiß
Österreichisch Weiß ist eine alte autochthone Weißweinsorte von Österreich, die heute keine Bedeutung mehr hat. Sie war in der zweiten Hälfte vor 1900 in Wien und Niederösterreich (Klosterneuburg) verbreitet. Die Weine sind reich an Säure, in guten Jahren auch geschmackvoll.

## Herkunft
Österreichisch Weiß war eine in der zweiten Hälfte des 19. Jahrhunderts in Österreich rund um den Wiener Kahlenberg sehr stark verbreitete Sorte (Klosterneuburg, Weidling, Nußdorf, Heiligenstadt, Grinzing), sowie am Bisamberg. Die Weingärten des Stifts Klosterneuburg waren damals fast ausschließlich mit dieser Sorte bepflanzt; das Stift soll damals die Sorte verbreitet haben.
Ursprünglich hieß sie allgemein nur „die Weiße“. Erst durch Johann Burger erhielt sie, aufgrund ihrer Bedeutung im Raum Wien, den Namen Virgilia austriaca – Österreichische Virgiliustraube. So änderte sich der Name in Österreichisch Weiß.
Johann Burger schreibt:

„Örtliche Benennungen in der Gegend von Klosterneuburg, Grinzing, Weidling, Nußdorf, Döbling bis Perchtoldsdorf kommt sie unter den Namen die Weiße, das Weiße vor und ist in den ersten vier Ortschaften so allgemein, dass sie wohl acht bis neun Zehntheile der ganzen Bestockung ausmacht. In Brunn, Mödling, Gumpoldskirchen, Baden so wie am Bisamberge heißt sie die Grobe. In diesen Orten erhält die sonst überall unter dem Namen Grobe bekannte Traube Isidora mobilis (Heunisch) den Titel die Braune, das Braune.
...Diese Grob Weiße ist die eigentliche österreichische National Hauptrebe,...“

Ein weiterer Hinweis, dass es sich bei Österreichisch Weiß um eine autochthone österreichische Rebsorte handelt, stammt vom Botaniker und Militärarzt Johann G.H. Kramer (unter Prinz Eugen von Savoyen) aus dem Jahr 1744. Es handelt sich dabei um die wohl ältest bekannte Ampelographie Österreichs. Es ist eine systematische Aufzählung von Rebsorten nach ihrem Aussehen, aus dem Wiener und Weinviertler Raum. Nach Kramer gibt es auch Wildreben mit süßen kleinen Beeren in den Donauauen(-inseln), die der Schwarzen/Blauen Cervanl (Zierfandler) sehr ähnlich und nicht bitter sind. Zierfandler ist wiederum der vormalige Name der Rebsorte Grüner Silvaner, die eine Tochtersorte von Österreichisch Weiß ist und sehr ähnlich sieht. Von Silvaner gibt es mehrere Farbvarianten, wie grün, rot und eben auch blau.

## Ampelografische Merkmale
- Der Triebwuchs ist kräftig.
- Das Blatt ist tief gelappt, gezähnt und unbehaart.
- Die Traube ist groß, lang, wenig verästelt und eher locker als dichtbeerig. Das typische Traubenmerkmal sind die rechtwinkelig abstehenden Beerenstiele. Die Beeren sind rund, dickschalig, gelbgrün und in frühreifen Jahren zartrosa gefärbt

Reife: spät – nur in frühen Jahren ist die Reife befriedigend.

## Ertrag
Die Sorte bringt sehr hohe Ernteerträge.

## Eigenschaften
Die Sorte verträgt sehr gut den Kahlschnitt, ist also für die niedrige Stockkultur und kurzen Schnitt gut geeignet. Von den Pilzkrankheiten ist sie sehr anfällig auf Roten Brenner.

## Wein
Die Weine sind reich an Säure, in guten Jahren auch geschmackvoll.
Babo und Mach schreiben 1893:

„Die Sorte ist sehr ertragreich und gibt wohlschmeckende, aber saure Weine. Diese wurden als Gebirgsweine bezeichnet und von den Wiener Weintrinkern, erst nach Vermischen mit Wasser, getrunken[.]“

Andererseits schreibt Johann Burger (1837):

„Der Wein, den diese Traube in sonnigen Hügeln liefert, wird für den besten in Österreich gehalten und die Weine von Weidling, Grinzing, Klosterneuburg und Nußdorf zeichnen sich durch ihre Geistigkeit, ihr feines Bouquet, ihre hellgelbe schöne Farbe und ihren angenehmen Geschmack vor allen andern aus und werden immer von der Presse weg rasch und zu den besten Preisen verkauft. Der Saft dieser Traube braucht zwar auch einige Jahre, ehe er vollkommen mild und geistig wird, indessen erreicht er diesen Grad früher, wie der aus der Groben gekelterte Wein und dies ist kein geringer Vorzug dieser Traubenart. Da der Wein aus den Weinbergen von Klosterneuburg, Weidling und Grinzing fast ausschließlich aus diesen Trauben gepresst ist, so ist man dadurch in den Stand gesetzt, mit Bestimmtheit behaupten zu können, dass die Weine dieser Ortschaften ihre Vorzüge nur dieser Traubenart zu verdanken haben, wenngleich nicht zu leugnen ist, dass die sonnige, gegen Süden abhängige Lage der Weinberge, die gegen Norden durch die von hinten aufsteigenden Berge geschützt sind, so wie die Bodenmischung, die aus verwittertem Sandschiefer (Wiener Sandstein, Flysch bei Käferstein) besteht, wesentlich dazu beitragen, ja wohl ein unerlässliches Bedingniß sind, um dem Wein aus dieser Traube jenen feinen Geschmack und jene Geistigkeit zu verleihen, die ihn den besten Rheinweinen zunächst stellt.“

## Verbreitung
Hat heute keine Bedeutung mehr und ist nur auf kleinsten Flächen in den Weingärten vom Kahlenbergerdorf, Gumpoldskirchen und in Rebsortiment der Höhere Bundeslehranstalt und Bundesamt für Wein- und Obstbau Klosterneuburg, im Weingut Leth in Fels am Wagram, im Weingut Feuerwehr Wagner in Wien und im Weingut Friedberger in Bisamberg, anzutreffen.

## Kreuzungen
Silvaner ist eine natürliche Kreuzung von Österreichisch Weiß × Traminer. Da die Sorte Österreichisch Weiß nur in Wien und Niederösterreich verbreitet war und die natürliche Kreuzung wahrscheinlich hier stattgefunden hat, kann auch Silvaner als autochthone Rebsorte Österreichs gelten.

## Synonyme
Ausztriai Fehér, Ausztriai, Blanke, Fuchsbraune, Kahlenberger Weiße, Osztrák Fehér, Widenska
- Österreichisch Weiß in der Datenbank Vitis International Variety Catalogue des Instituts für Rebenzüchtung Geilweilerhof (englisch)

## Web
- Ampelografische Bilder von ‘Österreichisch Weiß’ auf der Vitis Datenbank